# Vincent Perdonnet
Vincent Perdonnet, né le 23 novembre 1768 à Vevey et mort le 4 mai 1850 à Lausanne, est un agent de change et un homme politique suisse connu aussi pour ses actions de patriote vaudois.

## Biographie
Vincent Perdonnet est né le 23 novembre 1768 à Vevey en Suisse. Il est le fils de Caton Blanc et d'Alexandre Perdonnet, un horloger qui va s'impliquer dans l'histoire politique de la ville et du canton de Vaud en devenant notamment député de l'Assemblée provisoire en 1798 et au Grand Conseil de 1803 à 1807. Alexandre Perdonnet est également connu comme patriote pour sa participation à l'affaire de Thierrens en 1798. Il est représenté sur la toile, exposée au musée historique de Lausanne, de son ami le peintre Dumoulin. Vincent Perdonnet a une sœur aînée, Elisabeth-Suzanne.
Après avoir été gardeur d'oies à Villeneuve durant son enfance, il va au collège à Vevey. Il entre ensuite dans une pension de jeunes gens à Aarau. Après un apprentissage, à partir de 1786, à la Banque Bontemps & Mallet Frères de Genève, il part à Paris en juillet 1789 où il accepte une place de commis dans la succursale de la Banque de Genève. En 1791, la situation politique pousse la banque à suspendre ses opérations et Perdonnet se retrouve sans travail. Il s'établit alors comme agent de change jusqu'en mai 1792. Il s'engage ensuite dans les « Volontaires nationaux »[réf. nécessaire].
Il rentre à Vevey en 1794 avant de partir l'année suivante pour Marseille, où il fonde avec E. Joseph, de Lausanne, une maison de commerce qu'il dirigera jusqu'en 1800. Il revient cependant en Suisse en 1796 pour épouser le 15 mai Françoise-Georgette Bridel, avec laquelle il aura deux enfants : Jeanne-Suzanne-Alexandrine (1797-1800) et Jean-Albert-Vincent-Auguste, dit Auguste (1801-1867), qui deviendra ingénieur et participera à la création des chemins de fer français[réf. nécessaire].
En 1798, il rédige et signe, avec son ami Frédéric-César de La Harpe, les « Instructions pour l'Assemblée représentative de la République lémanique ». La même année, il remplace son père à l'Assemblée provisoire du pays de Vaud, lors de sa libération du joug bernois. Il retourne par la suite en France et est nommé le 19 avril 1799 « conseiller de la République helvétique auprès de la commune et place de Marseille » par Louis-François Bégoz, ministre des Relations extérieurs de la République helvétique. Dès septembre 1800, il devient « commissaire des relations commerciales de la République helvétique ». Tout en continuant à diriger sa maison de commerce, il représente ainsi les intérêts commerciaux de son pays[réf. nécessaire].
En 1801, il retourne à Paris et s'installe comme agent de change. Sa femme décède en 1802. Il épouse en secondes noces, le 27 janvier 1804, la Genevoise Jeanne Choisy, avec laquelle il aura cinq filles et trois garçons. Quatre de ces enfants mourront en bas âge. Perdonnet se fait naturaliser français puis dirige les forges de la Loue, dans le Doubs, et le haut fourneau de Pontarlier[réf. nécessaire].

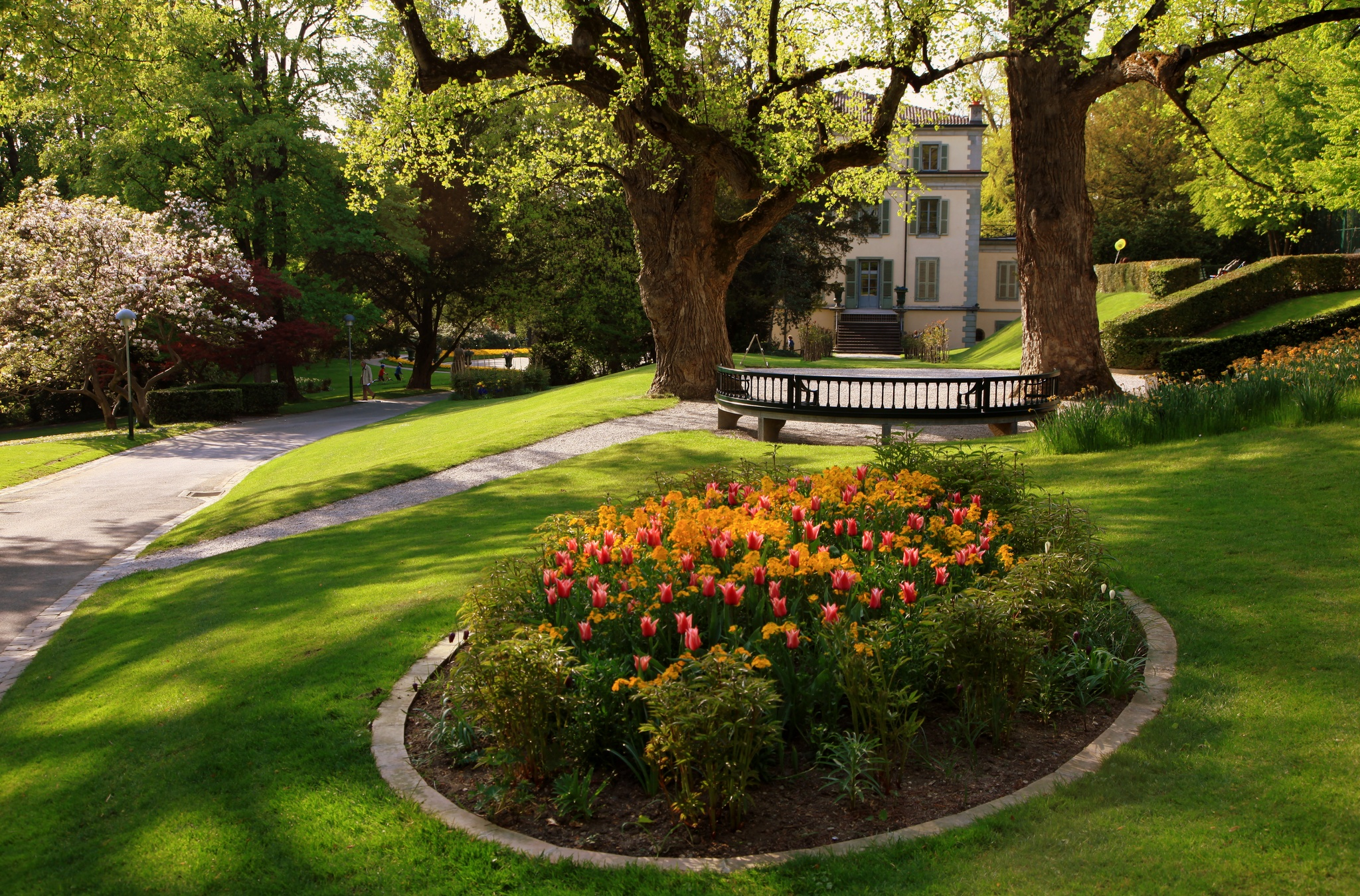
Le parc de Mon-Repos en 2009

En octobre 1817, Perdonnet achète à son cousin Henri Hollard-Grenier la campagne de Mon-Repos comprenant la villa du même nom, dans l'intention de faire de Lausanne son domicile principal. Dès 1819, il entreprend d'importants travaux à cette demeure, dotée d'un péristyle et d'un aménagement intérieur très luxueux,,,,,, ainsi que d'un équipement technique (chauffage central, eau courante, systèmes d'aération et de communication interne, sprinkler sur le toit, paratonnerre) alors à la pointe du progrès. Pour l'aménagement paysager de son Parc de Mon-Repos, il s'offre les services de Montsallier Père, dessinateur de jardins parisiens, et fait entourer la demeure d'un jardin anglais avec orangerie, serre, écuries, essences rares, tour ruinée, grotte, sentiers et cascades. En 1825, il vend sa charge d'agent de change et rentre définitivement en Suisse. On le retrouve comme député au Grand Conseil en 1829.
Mécène à large champ d’action, il figure en 1819 parmi les membres fondateurs du Cercle littéraire de Lausanne. La ville de Vevey lui doit la modernisation de ses infrastructures urbaines, y compris le remplacement du nom historique de ses rues par des appellations modernes. En précurseur, il intervient en faveur de la création à Lausanne d’un jardin botanique et d’une école cantonale d’agriculture, milite pour le développement de la navigation à vapeur, la construction de maisons incombustibles et même, en matière de constructions de routes, la mise en œuvre du rouleau compresseur. Dans le même ordre d'idées, il préside en 1838 le comité de l'« Association pour couvrir les frais d'étude à faire sur le terrain pour une communication à établir entre les lacs Léman et d'Yverdon au moyen d'un canal ou d'un chemin de fer », étude entreprise par William Fraisse mais dont il rédige les statuts, et qui contribuera au développement du réseau ferroviaire dans le canton de Vaud.
Lors de la création du Musée cantonal des beaux-arts de Lausanne par Marc-Louis Arlaud, Perdonnet fait don de plusieurs tableaux. Son appui financier permet de plus la traduction par Charles Monnard, Louis Vulliemin, Robert Glutz-Blotzheim et Johann Jakob Hottinger de l'Histoire de la Confédération suisse de Johannes von Müller.
Perdonnet meurt le 4 mai 1850 à Mon-Repos. Il est enseveli le 6 mai à Vevey[réf. nécessaire].

## Le pari des trois tours
Selon une légende urbaine largement répandue mais qui n'est à ce jour étayée par aucune source digne de foi, Perdonnet et deux de ses amis, William Haldimand et Charles de Cerjat, auraient fait un pari vers 1823 : celui de construire à Lausanne la tour romantique la plus convaincante. La ruine pittoresque de William Haldimand aurait gagné le concours. En réalité, la tour de Perdonnet, située dans le parc de Mon-Repos, a été construite en 1821-1822 selon un projet du peintre genevois Pierre-Louis Bouvier. Elle précède de près de dix ans les deux autres tours lausannoises, à savoir la Tour Haldimand, que son propriétaire fait bâtir vers 1830 seulement à Ouchy au Denantou, à l'embouchure de la Vuachère, et celle (disparue) élevé par de Cerjat à Rovéréaz, au nord de la ville, dans les années 1830 également.

## Publications
- Lettre de Mr Perdonnet père à la municipalité de Vevey : accompagnée des actes et de l'histoire des faits et circonstances auxquels elle a donné lieu, Loertscher, 1839 (lire en ligne)
- Notice sur les bateaux à vapeur du lac Léman : le Guillaume Tell, le Winckelried, le Léman et l'Aigle, Frères Blanchard, 1840 (lire en ligne)

## Hommages
- Son portrait figure au Musée de l'Élysée à Lausanne.
- Un passage et des escaliers portent son nom à Lausanne, entre la place de l'Ours et l'avenue du Tribunal-Fédéral (décision municipale de 1925).
- Une fontaine, dite "fontaine du Sauveur", à Vevey, rue du Lac, est datée 1817 et porte le nom de son donateur, A.-F.-V. Perdonnet[16].

## Sources
- Fonds : Famille Perdonnet (1771 - 1925) [2,60 mètres linéaires].  Cote : CH-000053-1 P Perdonnet. Archives cantonales vaudoises (présentation en ligne).